# دينيسي هانكه
دينيسي هانكه (بالألمانية: Denise Hanke)‏ (و. 1989  م) هي لاعبة كرة طائرة ألمانية، ولدت في برلين"Player - Denise Hanke - FIVB World Grand Prix 2017". مؤرشف من الأصل في 2019-02-17.، شاركت في جائزة كرة الطائرة الكبرى العالمية 2009 ‏، وبطولة أوروبا لكرة الطائرة للسيدات 2013 ‏، ودوري أبطال أوروبا للكرة الطائرة للسيدات 2014–13، و2013 European Volleyball League ‏، وبطولة العالم لكرة الطائرة للسيدات 2010، ودوري أبطال أوروبا للكرة الطائرة للسيدات 2012–13، مركز لعبها هو ممررة.

## روابط خارجية
- دينيسي هانكه على موقع الاتحاد الأوروبي (الإنجليزية)
- دينيسي هانكه على موقع عالم الكرة الطائرة (الإنجليزية)
- دينيسي هانكه على موقع الدوري الألماني للكرة الطائرة (الألمانية)